# Traité de Paris (1817)
Pour les articles homonymes, voir traité de Paris.
Le traité de Paris de 1817 est signé le 20 juin 1817. Conclu par l'Autriche, l'Espagne, la France, l'Angleterre, la Prusse et la Russie, il donne exécution de l'article 99 de l'acte du congrès de Vienne et détermine la réversion des duchés de Parme et Plaisance et Guastalla à la maison de Bourbon-Parme, à compter du dècès « de Sa Majesté l'archiduchesse Marie-Louise », et par conséquent le terme à partir duquel aura lieu la réversion du duché de Lucques au grand-duché de Toscane.
Contenu de l'article 99 :

« S.M. l'Impératrice Marie-Louise possédera en toute propriété et souveraineté les duchés de Parme, de Plaisance et de Guastalla, à l'exception des districts enclavés dans les États de S.M.I. et R.A. sur la rive gauche du Pô.
La réversibilité de ces pays sera déterminée de commun accord entre les cours d'Autriche, de Russie, de France, d'Espagne, d'Angleterre et de Prusse, toutefois ayant égard aux droits de réversion de la maison d'Autriche et de S.M. le roi de Sardaigne sur lesdits pays. »

— Acte du Congrès de Vienne